# Sumergible (película)
Sumergible es una película drama y suspenso ecuatoriana de 2020 dirigida por Alfredo León León. Fue seleccionada como la entrada ecuatoriana a Mejor Película Internacional en los 94.ª Premios de la Academia, pero no fue nominado.

## Sinopsis
Con su narcosubmarino a punto de hundirse, tres tripulantes descubren a una joven atada y amordazada en una bodega de carga.

## Reparto
- Natalia Reyes
- Leynar Gómez